# Steven Moya
Steven Moya (né le 9 août 1991 à Río Piedras, Porto Rico) est un receveur des Tigers de Détroit de la Ligue majeure de baseball.

## Carrière
Steven Moya est né à Porto Rico et grandit en République dominicaine. Il signe son premier contrat professionnel en 2008 avec les Tigers de Détroit. Il commence l'année suivante en ligues mineures, mais sa progression est ralentie par une blessure aux ischio-jambiers en 2011, une opération de type Tommy John au coude en 2012 et une luxation de l'épaule en 2013. Dans les mineures, Moya se distingue par sa puissance au bâton mais aussi par une faible moyenne de présence sur les buts et peu de buts-sur-balles.
En juillet 2014, Moya participe au match des étoiles du futur à Minneapolis.
Il fait ses débuts dans le baseball majeur comme frappeur suppléant pour les Tigers le 1er septembre 2014 et réussit son premier coup sûr, face au lanceur Austin Adams des Indians de Cleveland, pour ensuite marquer son premier point.